# 大屋雄裕
大屋 雄裕（おおや たけひろ、1974年 - ）は、日本の法哲学者。慶應義塾大学法学部教授、東京財団仮想制度研究所（VCASI）フェロー。指導教官は井上達夫。

## 略歴
- 1993年3月　桐朋高等学校卒業
- 1997年3月　東京大学法学部卒業
- 1997年4月　東京大学大学院法学政治学研究科助手（学士助手）
- 2001年4月　名古屋大学大学院法学研究科助教授
- 2007年4月　名古屋大学大学院法学研究科准教授（職名変更）
- 2013年4月　名古屋大学大学院法学研究科教授
- 2015年10月　慶應義塾大学法学部教授

## 著書
- 『法解釈の言語哲学―クリプキから根元的規約主義へ』（勁草書房、2006年）
- 『自由とは何か―監視社会と「個人」の消滅』（ちくま新書、2007年）
- 『自由か、さもなくば幸福か？──二一世紀の＜あり得べき社会＞を問う』（筑摩選書、2014年）
- 『裁判の原点─社会を動かす法学入門』（河出ブックス、2018年）

## 論文
- 「ネットワークと重層化するコミュニティ」（日本法哲学会編『法哲学年報 2001』、有斐閣、2001年）
- 「エゴイズムにおける『私』の問題」（『名古屋大学法政論集』193号、2002年）
- 「規則とその意味―法解釈の性質に関する基礎理論（1-5）」（『國家學會雑誌』116巻9・10号／117巻3・4号／117巻5・6号／117巻7・8号／117巻9・10号、2003年-2004年）
- 「情報化社会における自由の命運」（『思想』965号、2004年）